# Gauliga Elsaß 1940/41
De Gauliga Elsaß 1940/41 was het eerste voetbalkampioenschap van de Gauliga Elsaß. De Elzas werd na de Eerste Wereldoorlog afgestaan aan Frankrijk, maar werd nu opnieuw geannexeerd. FC Mülhausen en Straßburger SV speelden voor de oorlog ook al op hoog niveau in de Duitse competitie.  
FC Mülhausen werd kampioen en plaatste zich voor de eindronde om de Duitse landstitel, waar de club in de groepsfase uitgeschakeld werd.

## Eindstand

### Groep Untereslaß
| Plaats | Club               | Wed. | W  | G | V  | Saldo | Ptn.  |
| ------ | ------------------ | ---- | -- | - | -- | ----- | ----- |
| 1.     | RCS Straßburg      | 14   | 10 | 4 | 0  | 36:14 | 24:4  |
| 2.     | SC Schiltigheim    | 14   | 10 | 2 | 2  | 43:21 | 22:6  |
| 3.     | SG SS Straßburg    | 14   | 8  | 2 | 4  | 62:23 | 18:10 |
| 4.     | FC Hagenau         | 14   | 6  | 2 | 6  | 30:32 | 14:14 |
| 5.     | FK Mars Bischheim  | 14   | 6  | 0 | 8  | 26:36 | 12:16 |
| 6.     | SC Schlettstadt 06 | 14   | 4  | 3 | 7  | 32:30 | 11:17 |
| 7.     | Straßburger SV     | 14   | 4  | 1 | 9  | 32:57 | 9:19  |
| 8.     | FC Bischweiler     | 14   | 1  | 0 | 13 | 22:70 | 2:26  |

### Groep Obereslaß
| Plaats | Club            | Wed. | W  | G | V  | Saldo | Ptn.  |
| ------ | --------------- | ---- | -- | - | -- | ----- | ----- |
| 1.     | FC Mülhausen 93 | 14   | 11 | 2 | 1  | 70:15 | 24:4  |
| 2.     | SpVgg Kolmar    | 14   | 9  | 3 | 2  | 66:15 | 21:7  |
| 3.     | ASV Wittenheim  | 14   | 8  | 2 | 4  | 32:28 | 18:10 |
| 4.     | FC Kolmar 1924  | 14   | 8  | 1 | 5  | 40:30 | 17:11 |
| 5.     | ASV Mülhausen   | 14   | 6  | 2 | 6  | 28:37 | 14:14 |
| 6.     | SpVgg Dornach   | 14   | 4  | 0 | 10 | 30:58 | 8:20  |
| 7.     | SV Wittelsheim  | 14   | 3  | 2 | 9  | 22:51 | 8:20  |
| 8.     | FC Sankt-Ludwig | 14   | 1  | 0 | 13 | 19:73 | 2:26  |

| Legende               |
| --------------------- |
| Groepswinnaar         |
| Degradatie            |
| (K) = Titelverdediger |
| (N) = Promovendus     |

## Finale
| Team 1          | Uitslag  | Team 2        |
| --------------- | -------- | ------------- |
| FC Mülhausen 93 | 3:1, 1:2 | RSC Straßburg |